# Wallen van Sluis

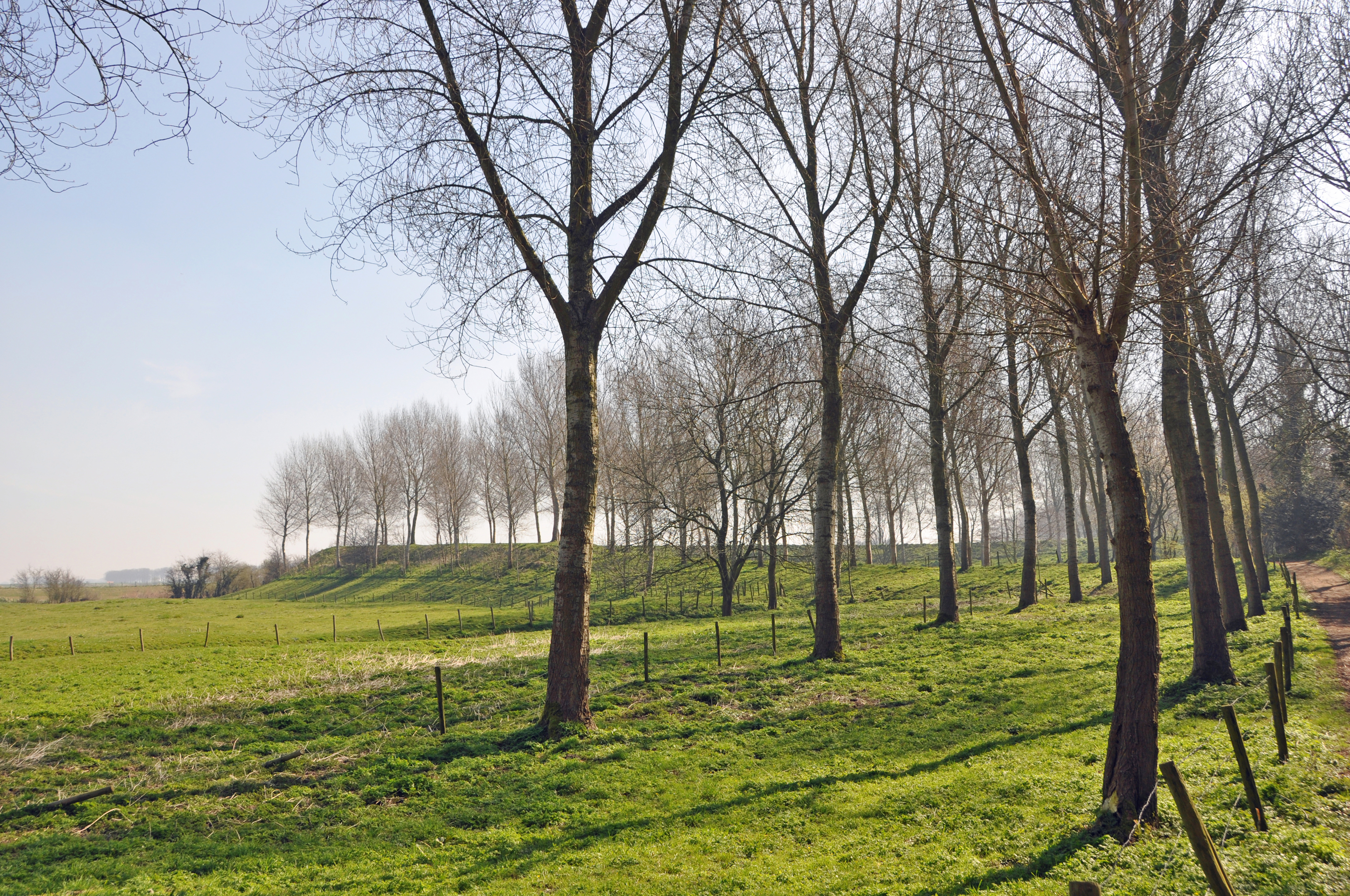
Wallen van Sluis

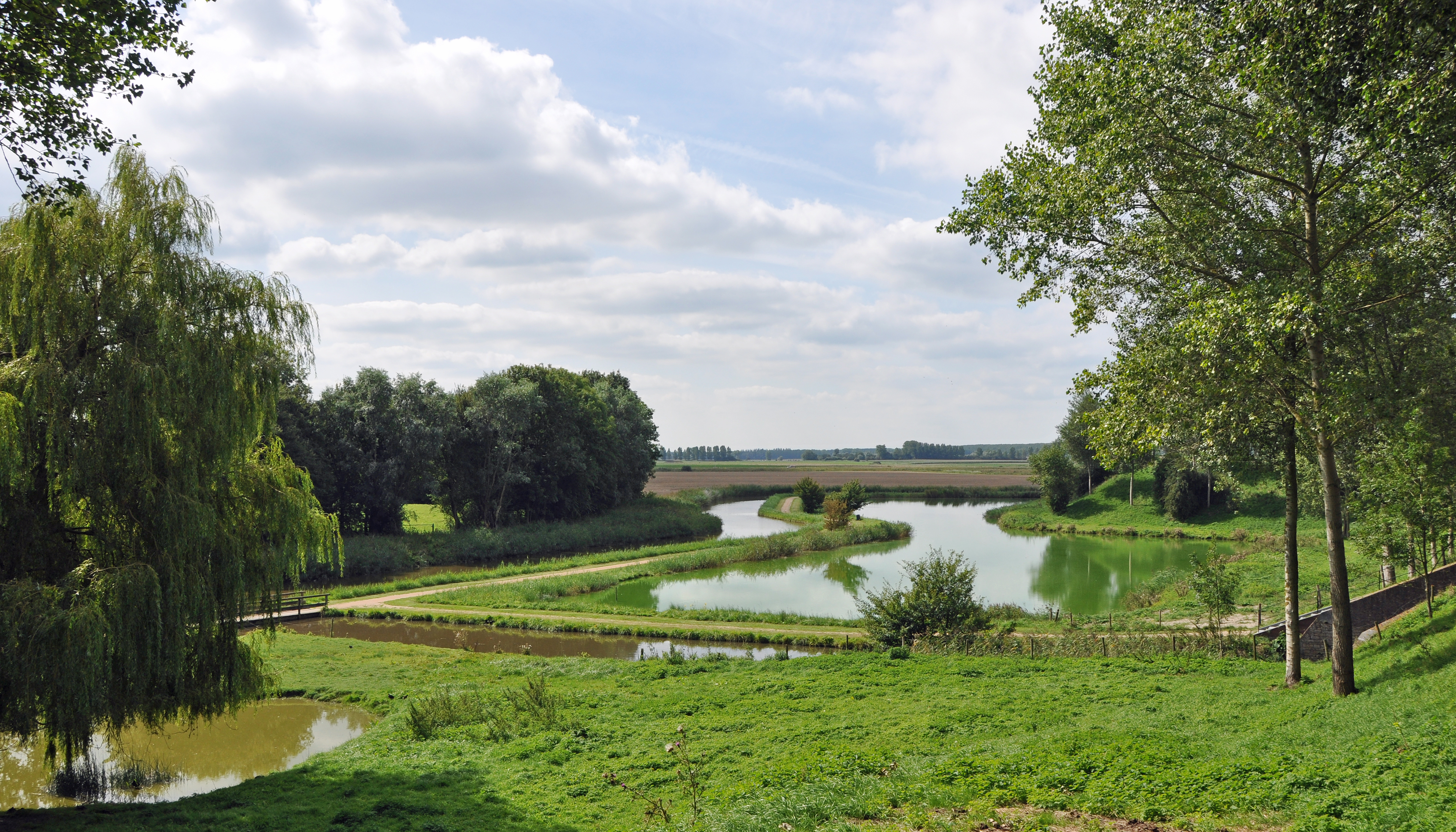
Wallen van Sluis

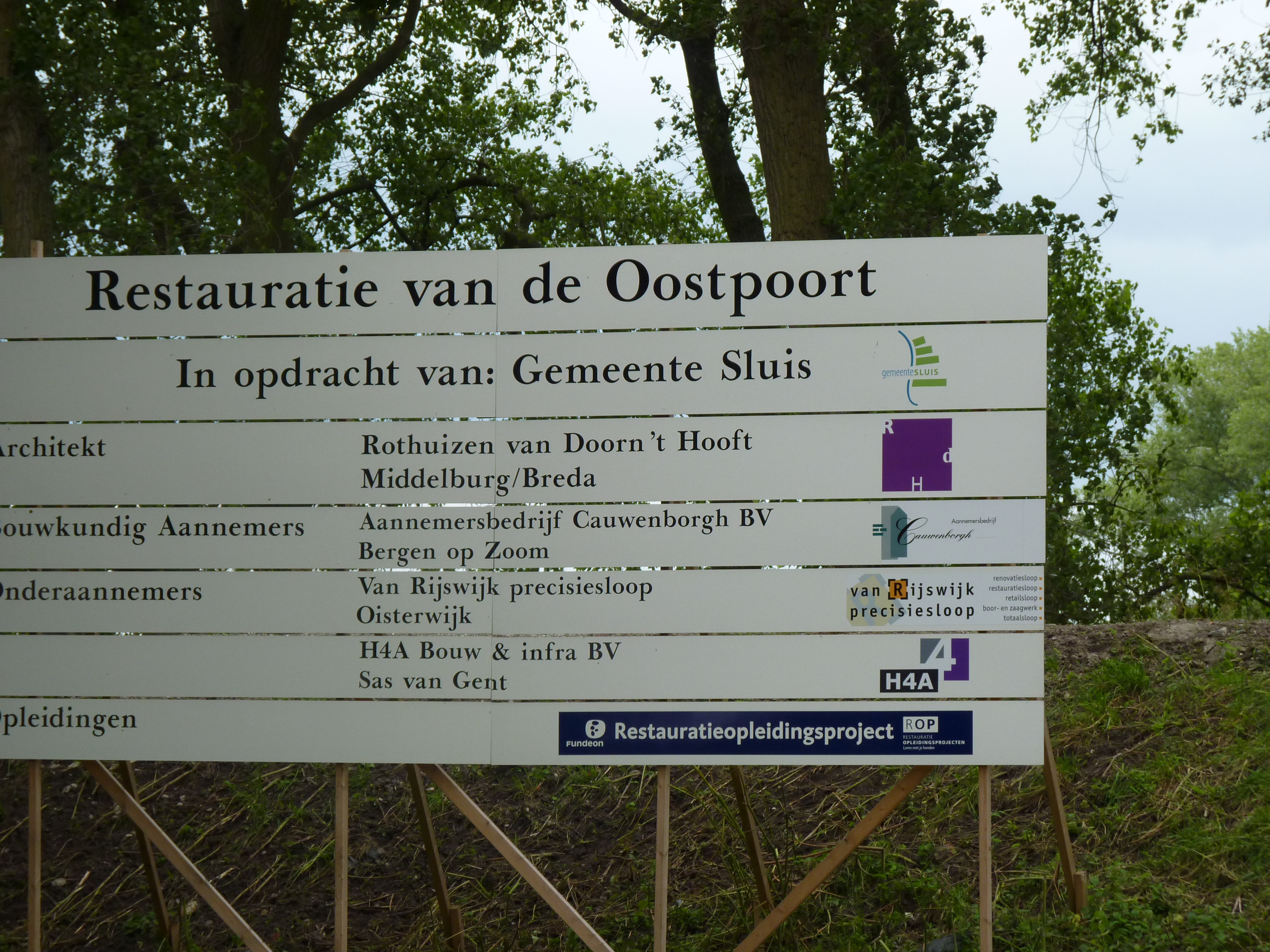
Restauratie Oostpoort halfweg 2011

De Wallen van Sluis vormen een cultuurhistorisch en als natuurgebied belangwekkend terrein (Staats-Spaanse Linies) dat de stad Sluis omgeeft.
Reeds in de 14e eeuw werden versterkingen aangelegd om de toen belangrijke handelsstad te beschermen. In 1382 gaf de Vlaamse graaf Lodewijk van Male de toestemming voor de bouw van houten poorten, bruggen, palissades en wachttorens. De eerste aarden wal aan de Zwinkant werd in 1419 voltooid. De Spanjaarden onder leiding van Alexander Farnese heroverden de stad tijdens de Tachtigjarige Oorlog in 1587, maar in 1604 werd de stad ingenomen door de troepen van Prins Maurits. Uit deze tijd stamt het grootste deel van de huidige versterkingen. Aan de vooravond van de Spaanse Successieoorlog werden de wallen tussen 1699 en 1702 uitgebreid en verbeterd door Menno van Coehoorn.
Hoewel een deel van de wallen later werd afgegraven is het grootste deel ervan nog intact, evenals de grachten. Daarnaast zijn resten van de Westpoort (of: Stenen Beer), de Waterpoort, de Zuidpoort en de Oostpoort nog aanwezig, waarvan de Oostpoort een grondige restauratie onderging in jaren 2010-2011.

## Natuurgebied
De Stichting Het Zeeuwse Landschap bezit momenteel 20 ha van het uitgestrekte wallengebied. Op een deel van de wallen komt dijkvegetatie voor met soorten als: kamgras, gevlekte rupsklaver, kattendoorn en ijzerhard. Broedvogels in de oeverruigten en het struweel zijn waterhoen, bosrietzanger, tuinfluiter, lijster, boomkruiper, bonte specht, ransuil en steenuil. Ook leeft hier de boomkikker.

## Toegankelijkheid
Er lopen diverse wandel- en fietspaden over het wallengebied.